# École polytechnique d'Abomey-Calavi
L'École polytechnique d'Abomey-Calavi (EPAC), est un établissement public de formation scientifique et technique supérieure créé en 2002. C'est un établissement à caractère de Grande école. L'École polytechnique d'Abomey-Calavi est situé dans l'enceinte de l'université d'Abomey-Calavi.

## Historique
Le 8 octobre 1977, le Collège polytechnique universitaire (CPU) qui est la résultante d'une coopération bénino-canadienne voit le jour,,. Le CPU devient l'ÉPAC en 2002 par le décret présidentielle N° 2002-551 du 16 décembre 2002. L'Épac est à sa création dotée de la personnalité morale et de l'autonomie financière. Elle est placée sous l'autorité du ministère béninois de l'enseignement supérieur.

## Missions
En sa qualité de grande école, l'Épac à pour missions, comme le stipule le décret de sa création en son article 5 de : 
- Offrir et exécuter des formations qui conduisent principalement les étudiants au diplôme d'ingénieur de conception dans les secteurs industriel et biologique en formation initiale et continue ;
- Offrir et exécuter des formations qui conduisent les étudiants aux diplômes d’études de troisième cycle des enseignements techniques supérieurs formation initiale et continue ;
- assurer comme le stipule le texte en vigueur à l'université d'Abomey-Calavi ; la recherche scientifique et technologique ; le perfectionnement et la formation continue des personnels des entreprises privées et de toute structure étatique qui en expriment le besoin[5].

## Formations
L'école polytechnique d'Abomey-Calavi propose 12 formations dans deux secteurs notamment le secteur industriel et le secteur biologique. Ces formations sont sanctionnées par des diplômes de licence et de master. Parmis celles du secteur biologique figurent la filière : Production et Santé Animales qui est la seule qui forme des para-professionnels vétérinaires au Bénin.

## Galerie

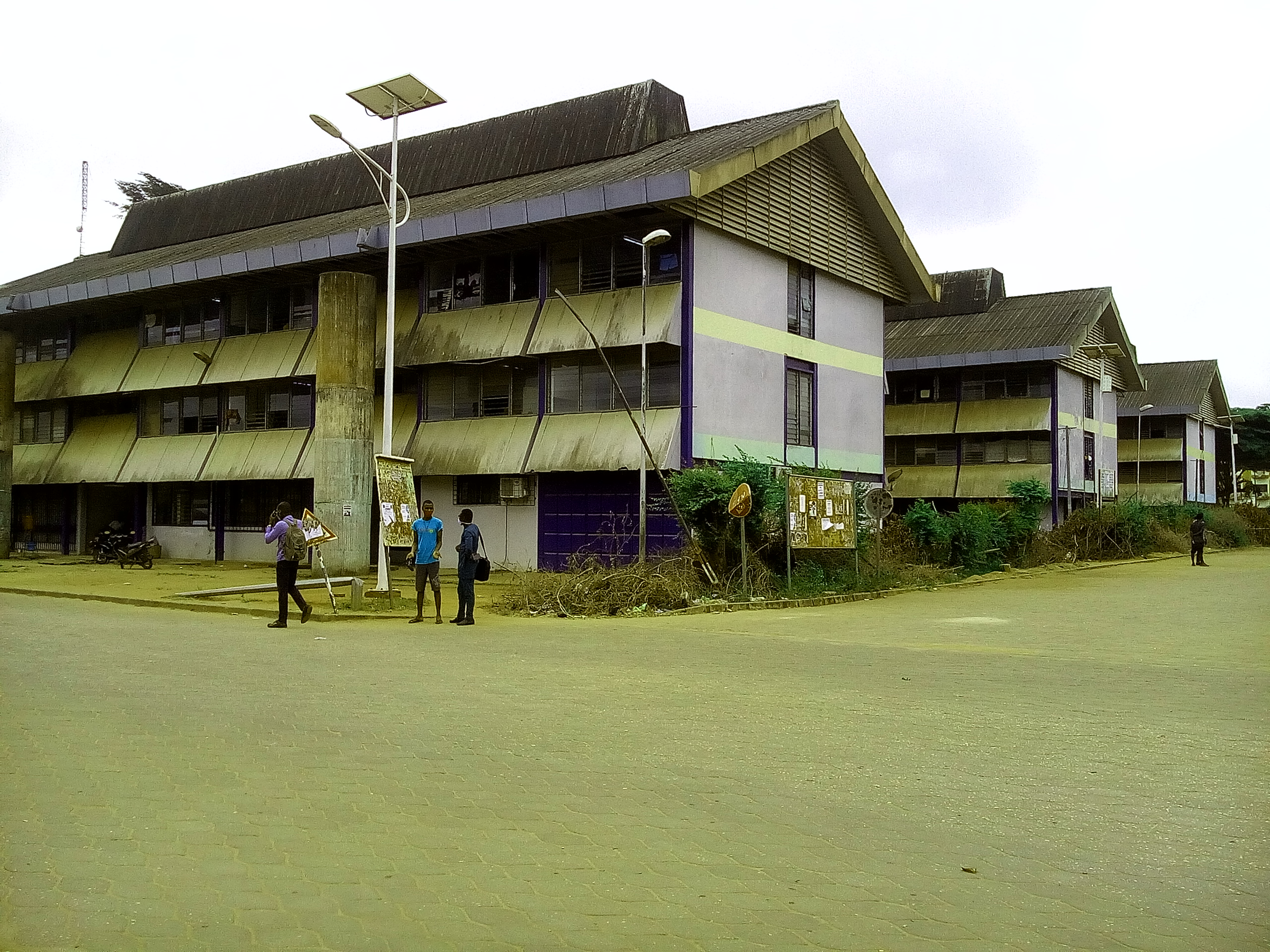
Dortoire des étudiants de l'UAC en face l'École polytechnique et à côté du terrain de basket
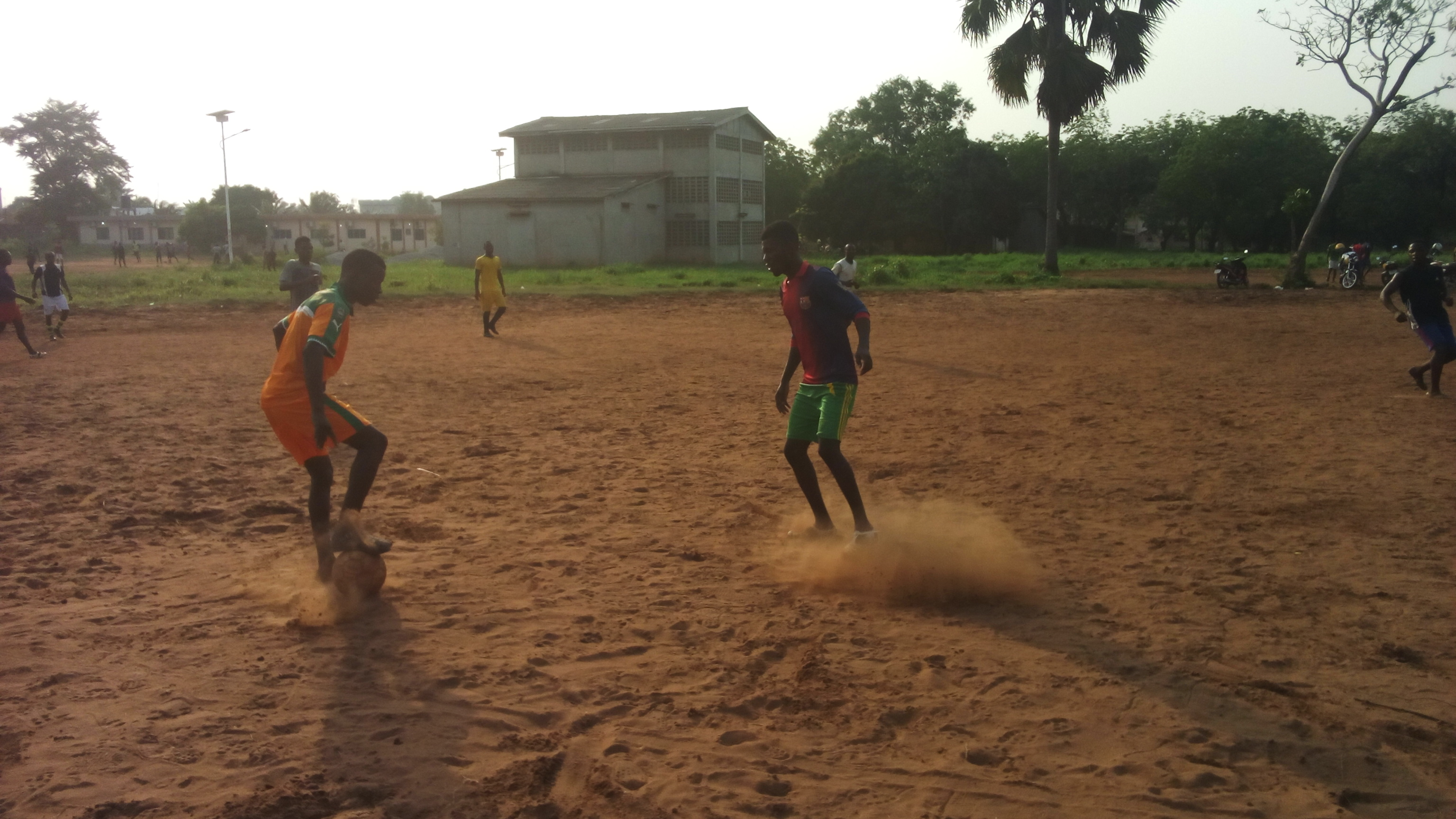
Jeux de football sur le terrain de petit camp de l'Ecole Polytechnique d'Abomey-Calavi